# Jost Tschudi (der Ältere)

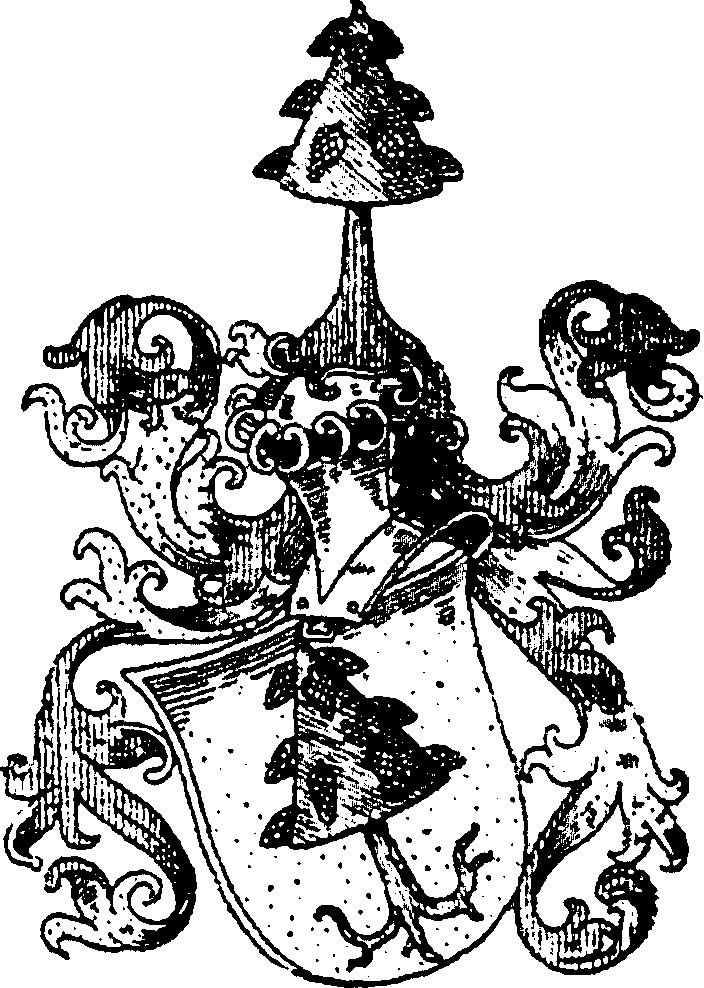
Wappen derer von Tschudi

Jost Tschudi (* um 1380 in Linthal, Kanton Glarus; † um 1456 in Ennenda) war ein Glarner Landammann und militärischer Führer von Glarner Truppen.

## Familie
Jost Tschudi wurde um 1380 in Linthal, Kanton Glarus, als Sohn des Heinrich Tschudi und der Ida Kilchmatter geboren. Er wurde von seinem Stiefbruder, dem Bannerherrn Walter Schiesser, erzogen und erscheint daher bis um 1429 meist als Jost Schiesser. 1413 heiratete Tschudi (Schiesser) seine erste Ehefrau Elisabeth Kraucher, welche ein Kind zur Welt brachte, weitere Kinder sind nicht bekannt. 1428, nach dem Tod von Elisabeth Kraucher, heiratete Tschudi Margreth Elmer, welche ebenfalls ein Kind gebar. Es ist nicht bekannt, wie viele Nachkommen Tschudi genau hat, sicher ist nur, dase er der Vater einer Tochter Anna und eines Sohnes Johannes war.

## Militärische Karriere
Von 1419 bis kurz vor 1456 war Tschudi beinahe ununterbrochen Landammann im Kanton Glarus. In diesem Amt festigte er die Stellung von Glarus in der Eidgenossenschaft. Als militärischer Führer der Glarner war er 1426 Unterhändler in Bellinzona beim Kapitulat mit dem Herzog von Mailand. Seine Teilnahme an der Schlacht bei Arbedo 1422 ist dagegen eine Vermutung seines Urenkels Aegidius. Im Toggenburger Erbschaftskrieg schloss sich Tschudi Ital Reding dem Älteren an und erlangte mit Schwyz die Herrschaft über Uznach und Gaster. Mit Reding veranlasste er 1436 die Leute von Toggenburg, Uznach und Gaster, ein Landrecht mit Glarus und Schwyz einzugehen. 1437 erwarb er für Glarus pfandweise Uznach und 1438 Gaster. 1440 zog er an der Seite Redings ins Sarganserland. In den Schlachten bei St. Jakob an der Sihl 1443 und bei Ragaz 1446 soll er erfolgreich gekämpft haben. 1418–1454 war er Tagsatzungsgesandter und oft Vermittler, so zwischen Graf Friedrich VII. von Toggenburg und Appenzell 1429, im Weggiserhandel 1433, in Ulm bei Friedensverhandlungen mit Herzog Albrecht VI. von Habsburg 1447 sowie bei Vergleichen zwischen Abt und Stadt St. Gallen 1451–1452. Die Gleichstellung von Glarus mit den anderen Orten des Bunds von 1352 kam erst 1473 zustande, wurde aber von Aegidius als Leistung seines Ahnherrn ins Jahr 1450 verlegt.